# Thomas David Lukas Olsen
Thomas David Lukas Olsen, tidligere kendt Magnus Gäfgen (født 11. april 1975 i Frankfurt am Main) er en tysk børnemorder. I 2002 blev han arresteret for mordet på 11-årige Jakob von Metzler, søn af en velkendt bankier fra Frankfurt. Det følgende år blev Gäfgen idømt livsvarigt fængsel. Gäfgen blev også kendt for sin klage over påstået polititortur.
I januar 2015 blev det kendt, at han havde ændret sit navn fra Magnus Gäfgen til Thomas David Lukas Olsen, efter sigende inspireret af Olsen-banden.